# Bishop (artillerie)

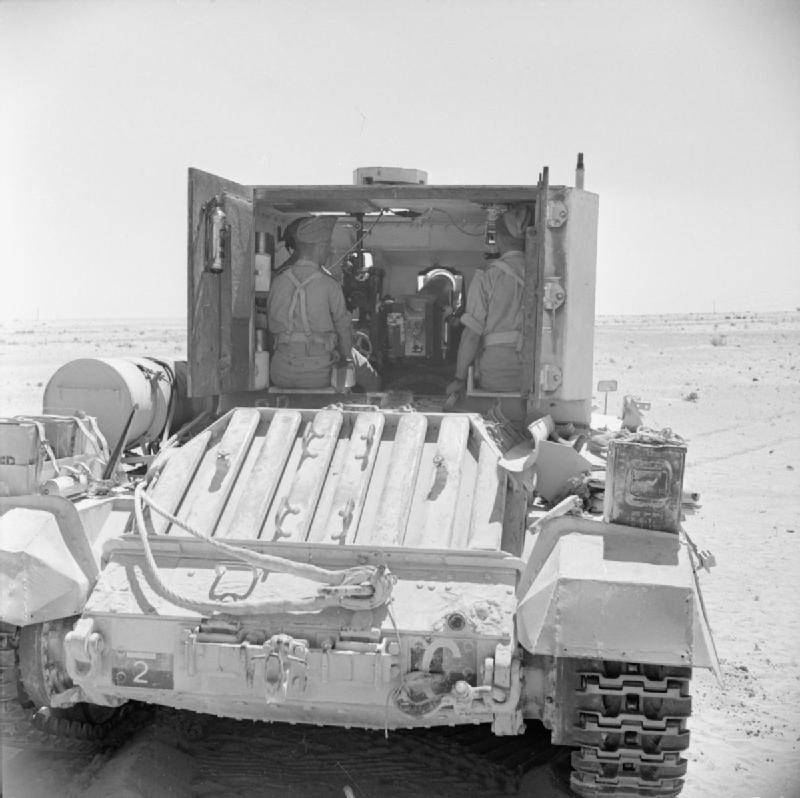
Achteraanzicht Bishop met openstaande deuren (september 1942)

De Bishop was een Britse stuk gepantserde mobiele artillerie uit de Tweede Wereldoorlog. Het prototype verscheen in 1941, om de Britse artilleriestellingen in Noord-Afrika van het standaard 25-pondergeschut te voorzien.

## Ontwerp
Het basisidee achter de Bishop was een 25-ponderkanon te monteren op het chassis van de Britse Valentine-tank. De Birmingham Carriage and Wagon Company kreeg de opdracht dit idee uit te werken. Tegen augustus 1941 was het eerste voertuig gereed en na proeven werd in november de eerste order voor 100 exemplaren geplaatst.
Het kanon werd gemonteerd in een vaste koepel, met maar weinig mogelijkheid tot beweging van het kanon. Vanwege de beperkte elevatie, maximaal 15 graden, was het alleen geschikt voor ondersteuning op korte afstand. Doelen tot een afstand van zo een 6 kilometer konden geraakt worden, dit was ongeveer de helft van het bereik van hetzelfde kanon op een wiel affuit. Achter in de opbouw zaten twee deuren die open moesten staan bij het afvuren van het kanon om de bemanning extra ruimte te bieden. In totaal konden 32 stuks munitie worden meegenomen.

## Inzet
In 1942 werd de Bishop naar Noord-Afrika gestuurd waar het geen succes kende. Dat was onder andere door de technische beperkingen, zoals de vaste en opvallende hoge koepel. Met een hoogte van ruim 3 meter was het een opvallende verschijning in de woestijn. Tegen die tijd werd het 25-ponderkanon al niet meer gebruikt als antitankgeschut. Hierom werden de Bishops al snel gebruikt als artilleriegeschut.
De Bishop was de eerste Britse uitvoering van de self-propelled artillery en was nuttig om aan te tonen wat er vermeden moest worden in volgende ontwerpen. Begin 1942 had het leger een demonstratie gezien van de M7 Priest. Deze was aanmerkelijk beter en de Bishop werd buiten gebruik genomen toen de Amerikaanse Priest arriveerde in Noord-Afrika.